# Associazione Calcio Martina 1947 2004-2005
Questa voce raccoglie le informazioni riguardanti l 'Associazione Calcio Martina 1947 nelle competizioni ufficiali della stagione 2004-2005.

## Rosa
| N. |                   | Ruolo | Calciatore             |
| -- | ----------------- | ----- | ---------------------- |
|    | Italia (bandiera) | A     | Roberto Aquaro         |
|    | Italia (bandiera) | D     | Francesco Telesca      |
|    | Italia (bandiera) | P     | Giacomo Brichetto      |
|    | Italia (bandiera) | C     | Francesco Campolattano |
|    | Italia (bandiera) | C     | Carlo Cardascio        |
|    | Italia (bandiera) | C     | Michele Cazzarò        |
|    | Italia (bandiera) | D     | Daniele Chiarini       |
|    | Italia (bandiera) | C     | Vanni Chiarotto        |
|    | Italia (bandiera) | D     | Leonel Ciminari        |
|    | Italia (bandiera) | D     | Domenico Creanza       |
|    | Italia (bandiera) | C     | Angelo De Martis       |
|    | Italia (bandiera) | D     | Alessandro Fabbro      |
|    | Italia (bandiera) | C     | Riccardo Gavioli       |
|    | Italia (bandiera) | C     | Giuliano Gentilini     |
|    | Italia (bandiera) | D     | Paolo Goisis           |
|    | Italia (bandiera) | C     | Michele Lanzillotta    |

| N. |                    | Ruolo | Calciatore               |  |
| -- | ------------------ | ----- | ------------------------ |  |
|    | Italia (bandiera)  | C     | Giuseppe Lentini         |  |
|    | Italia (bandiera)  | D     | Andrea Lisuzzo           |  |
|    | Italia (bandiera)  | C     | Francesco Lovatin        |  |
|    | Italia (bandiera)  | A     | Massimo Manca            |  |
|    | Italia (bandiera)  | A     | Orazio Mitri             |  |
|    | Italia (bandiera)  | A     | Riccardo Musetti         |  |
|    | Italia (bandiera)  | P     | Antonio Narciso          |  |
|    | Italia (bandiera)  | A     | Roberto Novello          |  |
|    | Camerun (bandiera) | C     | Frank Oliver Ongfiang    |  |
|    | Italia (bandiera)  | D     | Rocco Roberto Paris      |  |
|    | Italia (bandiera)  | C     | Massimo Pizzulli         |  |
|    | Italia (bandiera)  | C     | Domenico Tassone         |  |
|    | Italia (bandiera)  | C     | Francesco Tondo          |  |
|    | Brasile (bandiera) | A     | William Da Silva Barbosa |  |

## Risultati

### Campionato

#### Girone di andata
| 12 settembre 2004 1ª giornata | Chieti | 1 – 0 | Martina |  |

| 19 settembre 2004 2ª giornata | Martina | 1 – 0 | Padova |  |

| 26 settembre 2004 3ª giornata | SPAL | 1 – 0 | Martina |  |

| 3 ottobre 2004 4ª giornata | Martina | 1 – 1 | Sporting Benevento |  |

| 10 ottobre 2004 5ª giornata | Martina | 1 – 0 | Fermana |  |

| 17 ottobre 2004 6ª giornata | Sora | 4 – 1 | Martina |  |

| 24 ottobre 2004 7ª giornata | Martina | 0 – 0 | Cittadella |  |

| 31 ottobre 2004 8ª giornata | Lanciano | 2 – 1 | Martina |  |

| 7 novembre 2004 9ª giornata | Martina | 0 – 1 | Rimini |  |

| 14 novembre 2004 10ª giornata | Reggiana | 5 – 1 | Martina |  |

| 21 novembre 2004 11ª giornata | Avellino | 3 – 0 | Martina |  |

| 28 novembre 2004 12ª giornata | Martina | 1 – 1 | Foggia |  |

| 5 dicembre 2004 13ª giornata | Giulianova | 1 – 0 | Martina |  |

| 8 dicembre 2004 14ª giornata | Martina | 1 – 1 | Vis Pesaro |  |

| 12 dicembre 2004 15ª giornata | Napoli | 1 – 0 | Martina |  |

| 19 dicembre 2004 16ª giornata | Martina | 2 – 0 | Sambenedettese |  |

| 6 gennaio 2005 17ª giornata | Teramo | 4 – 0 | Martina |  |

#### Girone di ritorno
| 9 gennaio 2005 18ª giornata | Martina | 3 – 0 | Chieti |  |

| 16 gennaio 2005 19ª giornata | Padova | 1 – 1 | Martina |  |

| 23 gennaio 2005 20ª giornata | Martina | 3 – 2 | SPAL |  |

| 30 gennaio 2005 21ª giornata | Benevento | 0 – 1 | Martina |  |

| 6 febbraio 2005 22ª giornata | Fermana | 1 – 1 | Martina |  |

| 13 febbraio 2005 23ª giornata | Martina | 1 – 1 | Sora |  |

| 27 febbraio 2005 24ª giornata | Cittadella | 0 – 0 | Martina |  |

| 6 marzo 2005 25ª giornata | Martina | 1 – 0 | Lanciano |  |

| 13 marzo 2005 26ª giornata | Rimini | 2 – 0 | Martina |  |

| 20 marzo 2005 27ª giornata | Martina | 2 – 2 | Reggiana |  |

| 26 marzo 2005 28ª giornata | Martina | 1 – 0 | Avellino |  |

| 10 aprile 2005 29ª giornata | Foggia | 0 – 0 | Martina |  |

| 17 aprile 2005 30ª giornata | Martina | 2 – 1 | Giulianova |  |

| 24 aprile 2005 31ª giornata | Vis Pesaro | 2 – 1 | Martina |  |

| 1º maggio 2005 32ª giornata | Martina | 1 – 1 | Napoli |  |

| 8 maggio 2005 33ª giornata | Sambenedettese | 1 – 1 | Martina |  |

| 15 maggio 2005 34ª giornata | Martina | 2 – 1 | Teramo |  |